# USS Guadalcanal (LPH-7)
Pour les autres navires du même nom, voir USS Guadalcanal.
L'USS Guadalcanal est un navire d'assaut amphibie porte-hélicoptères de la classe Iwo Jima nommé d'après la bataille de Guadalcanal.
Le navire a participé à la récupération des astronautes des missions Gemini 10 et Apollo 9.